# NGC 1299
NGC 1299 je galaksija u zviježđu Eridan.

## Vanjske poveznice
- SEDS: NGC 1299